# 東石郡
東石郡（日语：／ Tōseki gun */?）為台灣日治時期的行政區劃，設立於1920年，隸屬台南州。東石郡管轄朴子街、六腳、東石、布袋、鹿草、太保、義竹。東石郡役所設於朴子街，其建物現為嘉義縣警察局朴子分局使用。轄域即今嘉義縣朴子市、太保市、布袋鎮、六腳鄉、東石鄉、鹿草鄉、義竹鄉等地。

## 東石郡名由來

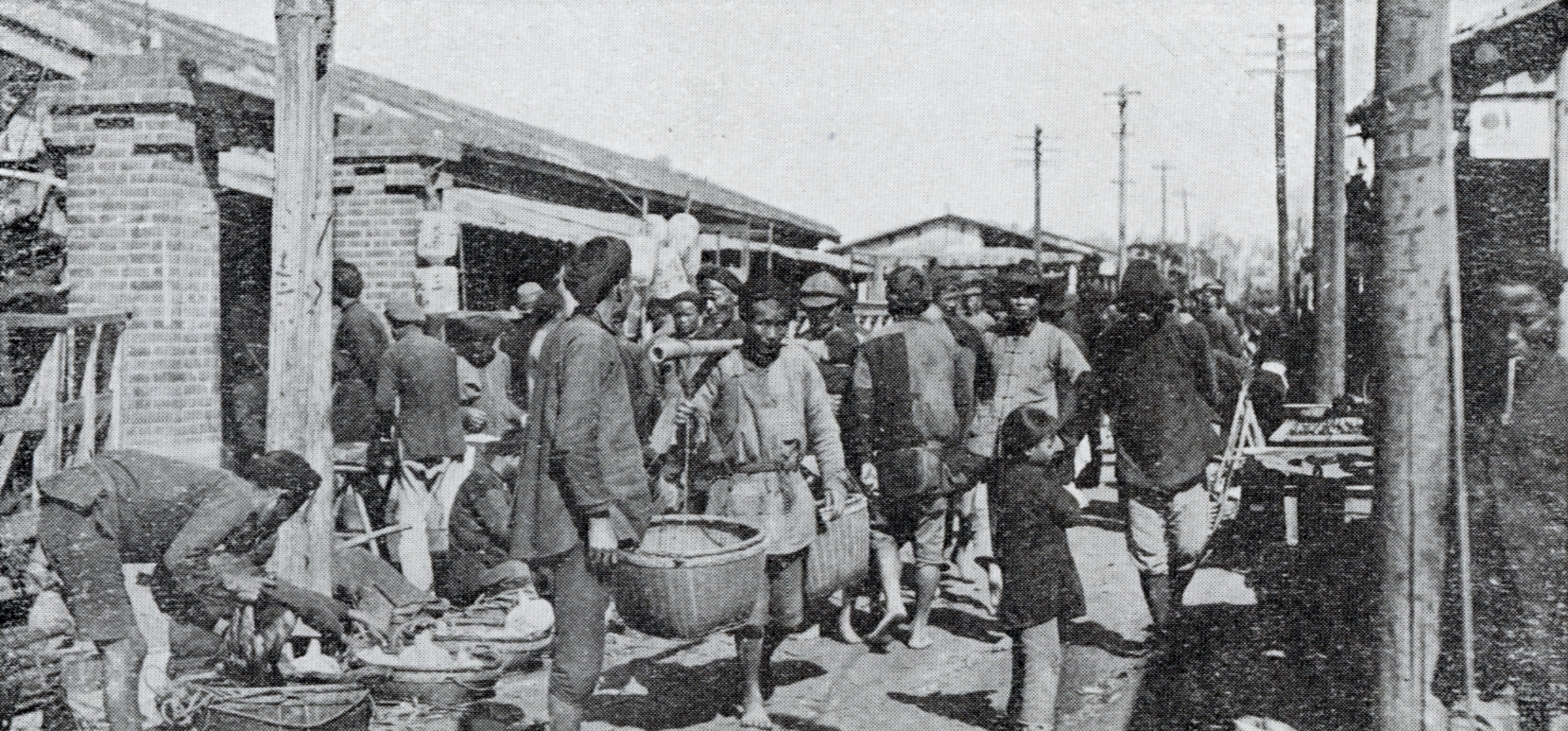
約1930年代的東石郡朴子街市場。

1920年分屬嘉義廳東石港支廳、樸仔腳支廳，合併後臺灣總督府決定郡役所位於朴子之後，考量「民心融和」，故另取東石作為郡名。相同的例子還有臺北州海山郡，而臺南州北門郡可能亦同。

## 統計
| 街名   | 面積 （平方公里） | 人口（人） | 人口（人） | 人口（人） | 人口（人） | 人口（人） | 人口（人） | 人口密度 （人／平方公里） |
| 街名   | 面積 （平方公里） | 本籍       | 本籍       | 本籍       | 外國籍     | 外國籍     | 計         | 人口密度 （人／平方公里） |
| 街名   | 面積 （平方公里） | 臺灣       | 內地       | 朝鮮       | 中國       | 其他       | 計         | 人口密度 （人／平方公里） |
| ------ | ----------------- | ---------- | ---------- | ---------- | ---------- | ---------- | ---------- | ------------------------- |
| 朴子街 | 43.2150           | 26,154     | 614        | 0          | 133        | 0          | 26,901     | 622                       |
| 六腳   | 62.2599           | 29,136     | 588        | 0          | 9          | 0          | 29,733     | 478                       |
| 東石   | 71.2780           | 27,117     | 114        | 0          | 5          | 0          | 27,236     | 382                       |
| 布袋   | 59.7690           | 28,515     | 309        | 0          | 6          | 0          | 28,830     | 482                       |
| 鹿草   | 57.4894           | 15,823     | 141        | 0          | 12         | 0          | 15,976     | 278                       |
| 太保   | 63.7221           | 13,382     | 131        | 0          | 0          | 0          | 13,513     | 212                       |
| 義竹   | 85.6512           | 26,660     | 141        | 0          | 9          | 0          | 26,810     | 313                       |
| 東石郡 | 443.3847          | 166,787    | 2,038      | 0          | 174        | 0          | 168,999    | 381                       |

## 後續發展
1945年3月重慶國民政府通過之台灣接管計劃綱要地方政制中，將東石郡改制為東石縣，為該地方政制的30個縣之一。
1945年10月，因台灣省行政長官公署認為該政制不符實際，因此「台灣接管計劃地方政制」並未實施，僅將州廳－郡－街、庄改稱縣－區－鎮、鄉，東石郡改制為東石區，區長為張德水。1950年，東石區與嘉義區、嘉義市合併為嘉義縣，並撤銷區署。

## 歷任郡守
| 任次 | 肖像 | 姓名 (生–卒)         | 在任時間       | 在任時間       | 備註                                            |
| ---- | ---- | -------------------- | -------------- | -------------- | ----------------------------------------------- |
| 1    |      | 森永信光 (？–？)     | 1920年9月1日   | 1923年4月7日   |                                                 |
| 2    |      | 齋藤玄壽郎 (？–？)   | 1923年4月7日   | 1924年12月23   | 東石郡公會堂竣工。                              |
| 3    |      | 桑原政夫 (1890–1969) | 1924年12月23日 | 1927年3月16日  | 1.東石郡役所竣工。 2.設立東石農業補習進修學校。 |
| 4    |      | 秋永長吉 (？–？)     | 1927年3月16日  | 1928年9月18日  |                                                 |
| 5    |      | 齋藤捨雄 (1883–？)   | 1928年9月18日  | 1934年9月3日   |                                                 |
| 6    |      | 田中保 (？–？)       | 1934年9月3日   | 1936年12月28日 | 1.東石神社鎮座。 2.朴子水道竣工。               |
| 7    |      | 尾山義一 (？–？)     | 1936年12月28日 | 1939年7月12日  |                                                 |
| 8    |      | 水溜榮二 (1894–？)   | 1939年7月12日  | 1942年4月15日  |                                                 |
| 9    |      | 福島安太 (1887–？)   | 1942年4月15日  | 1944年4月20日  |                                                 |
| 10   |      | 新田定雄 (？–？)     | 1944年4月20日  | 1945年10月25日 | 東石神社升格為鄉社。                            |

#### 附註
1. ↑  原總督官房外事課屬。
2. ↑  原北海道廳（日语：北海道庁 (1886-1947)）警視。
3. ↑  改任臺中州彰化郡守。
4. ↑  原臺南州新營郡庶務課長。
5. ↑  改任臺南州臺南市助役。
6. ↑  原臺中州能高郡守。
7. ↑  原內務局地方課屬。
8. ↑  改任臺南州斗六郡守。
9. ↑  原基隆稅關臺北支署監視。
10. ↑  改任臺北州基隆郡守。
11. ↑  原高雄州知事官房文書課長。
12. ↑  改任臺北州基隆郡守。
13. ↑  原高雄州高雄市助役。
14. ↑  改任臺東廳總務課長。
15. ↑  原臺東廳臺東郡守。
16. ↑  改任花蓮港廳花蓮港市長。
17. ↑  原新竹州大溪郡守。

## 行政機構
地方行政
- 東石郡役所（位於朴子，曾作為嘉義縣政府警察局朴子分局使用）
- 東石庄役場
- 布袋庄役場
- 六腳庄役場
- 朴子街役場
- 義竹庄役場
- 太保庄役場（位於太保市公所後方）
- 鹿草庄役場（位於鹿草鄉公所旁）

警察官吏派出所
| 街庄   | 派出所名     | 派出所轄區（粗體為派出所所在地）                   |
| ------ | ------------ | -------------------------------------------------- |
| 東石庄 | 下揖子派出所 | 鰲皷、蚶子寮、溪子下、頂揖子寮、下揖子寮           |
| 東石庄 | 屯子頭派出所 | 副瀨、港墘厝、頂厝子、三塊厝、海埔、屯子頭         |
| 東石庄 | 東石派出所   | 山寮、型厝寮、塭港、頂東石                         |
| 東石庄 | 塭子派出所   | 掌潭、塭子、後埔、栗子崙、中洲、走賊宅             |
| 東石庄 | 港墘派出所   | 下蔦松、圍子內、湖底、雙連潭、洲子、港墘           |
| 布袋庄 | 過溝派出所   | 過溝、貴舍、樹林頭、溪墘                           |
| 布袋庄 | 布袋派出所   | 內田、布袋                                         |
| 布袋庄 | 前東港派出所 | 考試潭、菜舖廍、崩山、前東港                       |
| 布袋庄 | 新塭派出所   | 新塭、前東港（部分）                               |
| 六腳庄 | 六腳派出所   | 後崩山、林內、更寮、六腳佃                         |
| 六腳庄 | 竹子腳派出所 | 竹子腳、潭子墘                                     |
| 六腳庄 | 港尾寮派出所 | 蘇厝寮、崙子、六斗尾、三姓堂、港尾寮               |
| 六腳庄 | 蒜頭派出所   | 大塗師、雙涵、蒜頭                                 |
| 六腳庄 | 灣內派出所   | 灣內，太保庄新埤、田尾、溪南                       |
| 朴子街 | 直轄派出所   | 朴子                                               |
| 朴子街 | 大槺榔派出所 | 𧃽菜埔、下竹圍、大槺榔                             |
| 朴子街 | 鴨母寮派出所 | 崁後、崁前、鴨母寮、新庄、龜子港、吳竹子腳         |
| 朴子街 | 雙溪派出所   | 雙溪口、小槺榔，六腳庄下雙溪、溪墘厝               |
| 義竹庄 | 牛挑灣派出所 | 南勢竹、牛挑灣                                     |
| 義竹庄 | 東後寮派出所 | 溪州、西後寮、東後寮、龍蛟潭、新庄                 |
| 義竹庄 | 新店派出所   | 後鎮、北港子、安溪寮、埤子頭、新店                 |
| 義竹庄 | 義竹派出所   | 角帶園、五間厝、頭竹圍、義竹                       |
| 義竹庄 | 過路子派出所 | 芋子寮、過路子、牛稠底                             |
| 太保庄 | 太保派出所   | 東勢寮、太保、後潭、頂港墘、崙子頂、茄苳腳         |
| 太保庄 | 水虞派出所   | 過溝、水虞厝、管事厝、白鴒厝、埤麻腳               |
| 鹿草庄 | 鹿草派出所   | 馬稠後、海豐、鹿草、後寮、施厝寮、中寮             |
| 鹿草庄 | 下潭派出所   | 後庄子、龜佛山、竹子腳、下潭、頂潭                 |
| 鹿草庄 | 後堀派出所   | 梅子厝、埔心、下半天、山子腳、麻豆店、後堀、三角子 |

法院
- 台南地方法院朴子出張所

郵局
- 朴子郵便局
- 布袋郵便局
- 蒜頭郵便局
- 朴子郵便局東石出張所

其他
- 專賣局布袋出張所
- 高雄稅關布袋監視署

## 交通

### 鐵道

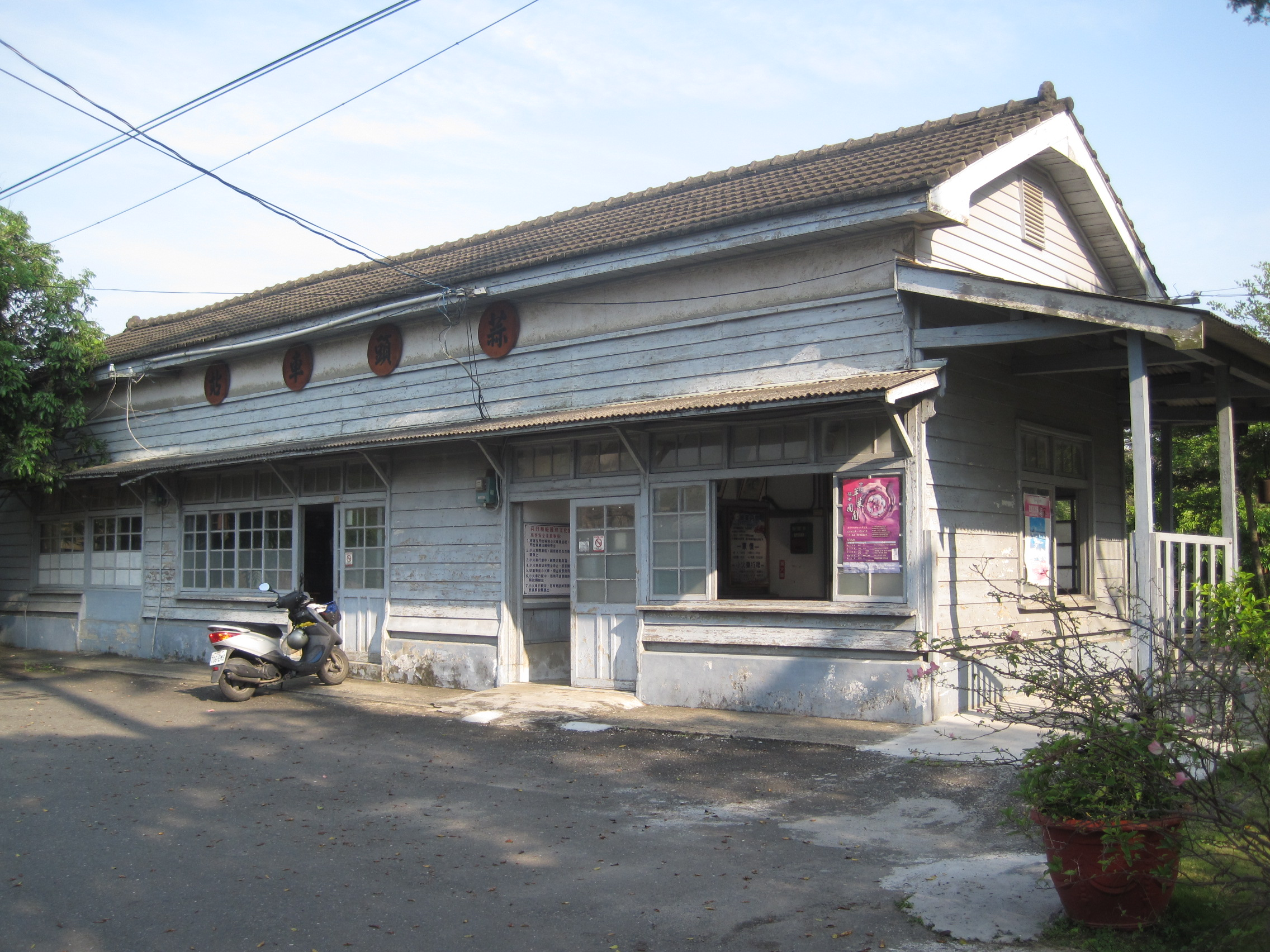
蒜頭車站

明治製糖株式會社經營
- 朴子線（嘉義市—東石庄港墘）
- 南靖線（南靖—六腳庄蒜頭）

鹽水港製糖株式會社經營
- 新營街—布袋庄布袋

### 港口
- 東石港
- 布袋港

## 教育
實業補習學校
- 東石農業補習學校（今 東石高中）

## 公共設施
- 東石郡公會堂
- 朴子水道
- 壽島海水浴場
- 東石海水浴場
- 私立東石圖書館[4]
- 六腳庄簡易圖書館
- 布袋庄立圖書館
- 太保庄圖書館

## 產業
- 台灣商工銀行朴子派出所
- 朴子信用組合
- 蒜頭信用購賣利用組合
- 港墘信用購賣組合
- 東石港信用組合
- 布袋信用組合
- 鹿草信用購買利用組合
- 太保信用購賣利用組合
- 義竹販賣信用購買利用組合
- 牛挑灣信用利用組合
- 台灣合同電器株式會社朴子營業所
- 台樸製酒株式會社
- 蒜頭製糖工場（蒜頭糖廠）

## 名勝舊蹟

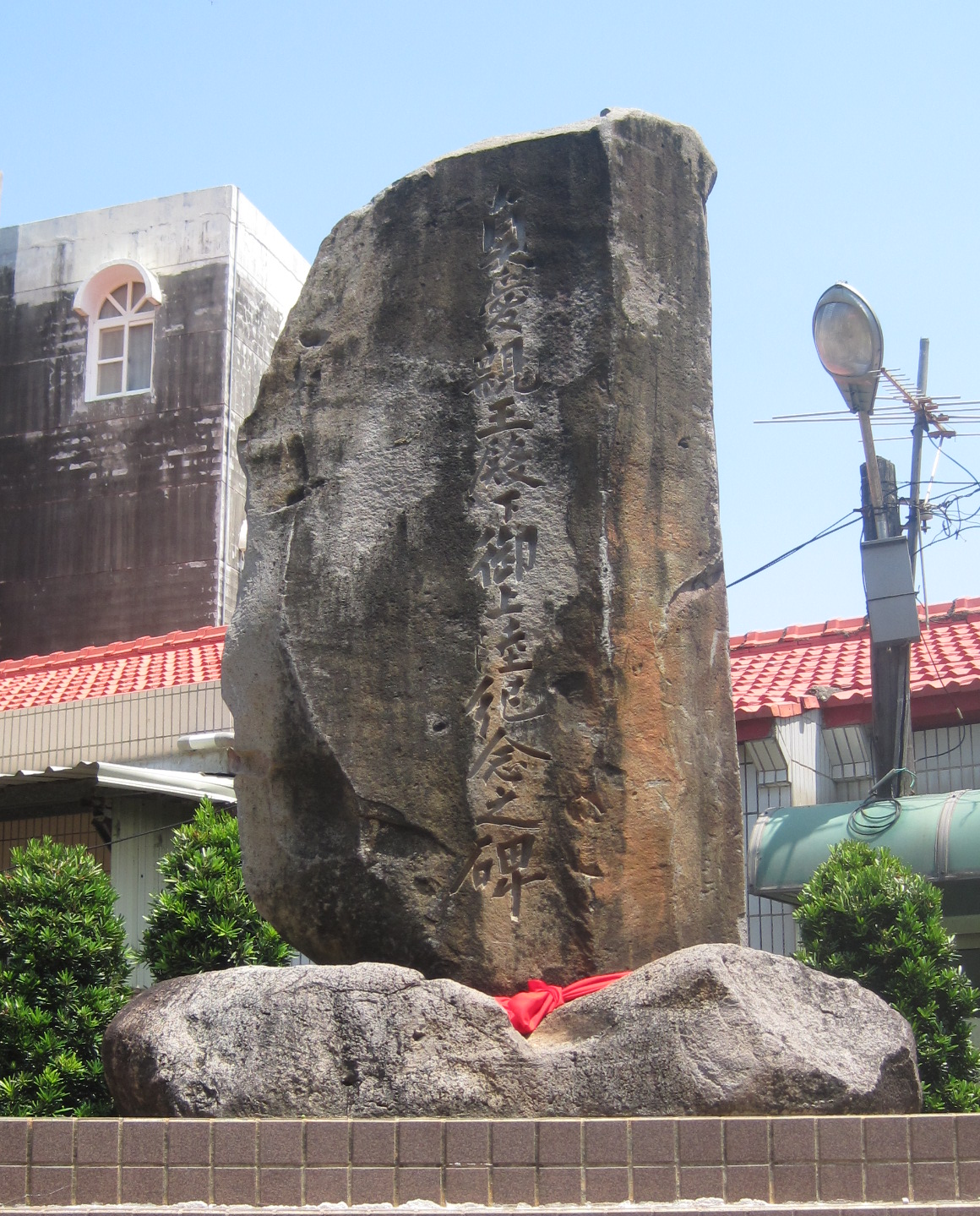
貞愛親王殿下御上陸紀念之碑

- 王得祿墓
- 伏見宮貞愛親王殿下御上陸紀念碑
- 朴子招魂碑
- 東石忠魂碑
- 荷苞嶼

## 宗教
- 朴子配天宮
- 東石神社（朴子街）
- 日本基督教會朴子教會堂
- 台灣基督教長老教會
  - 朴子教會
  - 下半天教會
  - 過溝教會
  - 東後寮教會
  - 牛挑灣教會